# David Gómez (árbitro)
David Daniel Gómez Araya (Puntarenas, Costa Rica, 20 de diciembre de 1988) es un árbitro costarricense de categoría FIFA.
Arbitró su primera final en el Torneo Apertura 2022 entre el Deportivo Saprissa y el C. S. Herediano, con una contribución de cuatro tarjetas amarillas mostraras en el compromiso.

## Participaciones

### Torneos de selecciones
Ha arbitrado en los siguientes torneos de clubes:
- Primera División de Costa Rica
- Segunda División de Costa Rica
- Torneo de Copa de Costa Rica
- Liga Concacaf
- Copa Centroamericana de Concacaf

Ha arbitrado en los siguientes torneos de selecciones nacionales:
- Clasificación Campeonato Sub-20 de la Concacaf de 2022
- Liga de Naciones de la Concacaf 2022-23
- Juegos Centroamericanos y del Caribe 2023
- Liga de Naciones de la Concacaf 2023-24

## Vida privada
Su profesión, además de árbitro realiza labores como enfermero en el Hospital México.